# سكوتبريدج (ويسكونسن)
سكوتبريدج (بالإنجليزية: Stockbridge, Wisconsin)‏ هي قرية تقع في الولايات المتحدة في مقاطعة كالوميت (ويسكونسن). يقدر عدد سكانها بـ 636 نسمة ومساحتها 8.47 كم2 وترتفع عن سطح البحر 235 متر.

## التركيبة السكانية
قام مكتب تعداد الولايات المتحدة بتحديد بيانات التركيبة السكانية لسكوتبريدج في تعداد الولايات المتحدة. في ما يلي، التركيبة السكانية حسب تعدادي 2000 و2010.

### تعداد عام 2000
بلغ عدد سكان سكوتبريدج 649 نسمة بحسب تعداد عام 2000، وبلغ عدد الأسر 265 أسرة وعدد العائلات 178 عائلة مقيمة في القرية. في حين سجلت الكثافة السكانية 196.4 نسمة لكل ميل مربع (75.8/كم2). وبلغ عدد الوحدات السكنية 299 وحدة بمتوسط كثافة قدره 90.5 نسمة لكل ميل مربع (34.9/كم2).
وتوزع التركيب العرقي للقرية بنسبة 98.77% من البيض و 0.15% من الأمريكيين الأصليين و 0.62% من الأمريكيين الأفارقة و 0.31% من عرقين مختلطين أو أكثر.
بلغ عدد الأسر 265 أسرة كانت نسبة 29.8% منها لديها أطفال تحت سن الثامنة عشر تعيش معهم، وبلغت نسبة الأزواج القاطنين مع بعضهم البعض 56.6% من أصل المجموع الكلي للأسر، ونسبة 6.4% من الأسر كان لديها معيلات من الإناث دون وجود شريك، وكانت نسبة 32.8% من غير العائلات. تألفت نسبة 25.7% من أصل جميع الأسر من أفراد ونسبة 9.4% كانوا يعيش معهم شخص وحيد يبلغ من العمر 65 عاماً فما فوق. وبلغ متوسط حجم الأسرة المعيشية 2.98، أما متوسط حجم العائلات فبلغ 2.45.
بلغ العمر الوسطي للسكان 37 عاماً. وكانت نسبة 23.7% من القاطنين تحت سن الثامنة عشر، وكانت نسبة 9.1% بين الثامنة عشر والأربعة وعشرون عاماً، ونسبة 29.3% كانت واقعةً في الفئة العمرية ما بين الخامسة والعشرون حتى والأربعة وأربعون عاماً، ونسبة 25.7% كانت ما بين الخامسة والأربعون حتى الرابعة والستون، ونسبة 12.2% كانت ضمن فئة الخامسة والستون عاماً فما فوق. يوجد لكل 100 أنثى 106.0 ذكر، ويوجد لكل 100 أنثى في الثامنة عشر من عمرها فما فوق 111.5 ذكر.
بلغ متوسط دخل الأسرة في القرية 48,021 دولار، أما متوسط دخل العائلة فبلغ 56,094 دولار. وكان متوسط دخل الذكور 38,359 دولار مقابل 26,375 دولار للإناث. وسجل دخل الفرد الخاص بالقرية 21,129 دولار. وكانت نسبة 1.1% من العائلات ونسبة 2.5% من السكان تحت خط الفقر،

### تعداد عام 2010
بلغ عدد سكان سكوتبريدج 636 نسمة بحسب تعداد عام 2010، وبلغ عدد الأسر 292 أسرة وعدد العائلات 185 عائلة مقيمة في القرية. في حين سجلت الكثافة السكانية 195.1 نسمة لكل ميل مربع (75.3/كم2). وبلغ عدد الوحدات السكنية 348 وحدة بمتوسط كثافة قدره 106.7 لكل ميل مربع (41.2/كم2).
وتوزع التركيب العرقي للقرية بنسبة 98.7% من البيض و 0.3% من الأمريكيين الأصليين و 0.9% من عرقين مختلطين أو أكثر.
بلغ عدد الأسر 292 أسرة كانت نسبة 22.3% منها لديها أطفال تحت سن الثامنة عشر تعيش معهم، وبلغت نسبة الأزواج القاطنين مع بعضهم البعض 55.5% من أصل المجموع الكلي للأسر، ونسبة 4.1% من الأسر كان لديها معيلات من الإناث دون وجود شريك، بينما كانت نسبة 3.8% من الأسر لديها معيلون من الذكور دون وجود شريكة وكانت نسبة 36.6% من غير العائلات. تألفت نسبة 30.5% من أصل جميع الأسر من أفراد ونسبة 9.6% كانوا يعيش معهم شخص وحيد يبلغ من العمر 65 عاماً فما فوق. وبلغ متوسط حجم الأسرة المعيشية 2.67، أما متوسط حجم العائلات فبلغ 2.18.
بلغ العمر الوسطي للسكان 44.8 عاماً. وكانت نسبة 17.3% من القاطنين تحت سن الثامنة عشر، وكانت نسبة 7.2% بين الثامنة عشر والأربعة وعشرون عاماً، ونسبة 25.7% كانت واقعةً في الفئة العمرية ما بين الخامسة والعشرون حتى والأربعة وأربعون عاماً، ونسبة 31.4% كانت ما بين الخامسة والأربعون حتى الرابعة والستون، ونسبة 18.2% كانت ضمن فئة الخامسة والستون عاماً فما فوق. وتوزع التركيب الجنسي للسكان بنسبة 51.9% ذكور و48.1% إناث.